# Jabłonka Kościelna
Jabłonka Kościelna is een plaats in het Poolse district  Wysokomazowiecki, woiwodschap Podlachië. De plaats maakt deel uit van de gemeente Wysokie Mazowieckie en telt 160 inwoners.

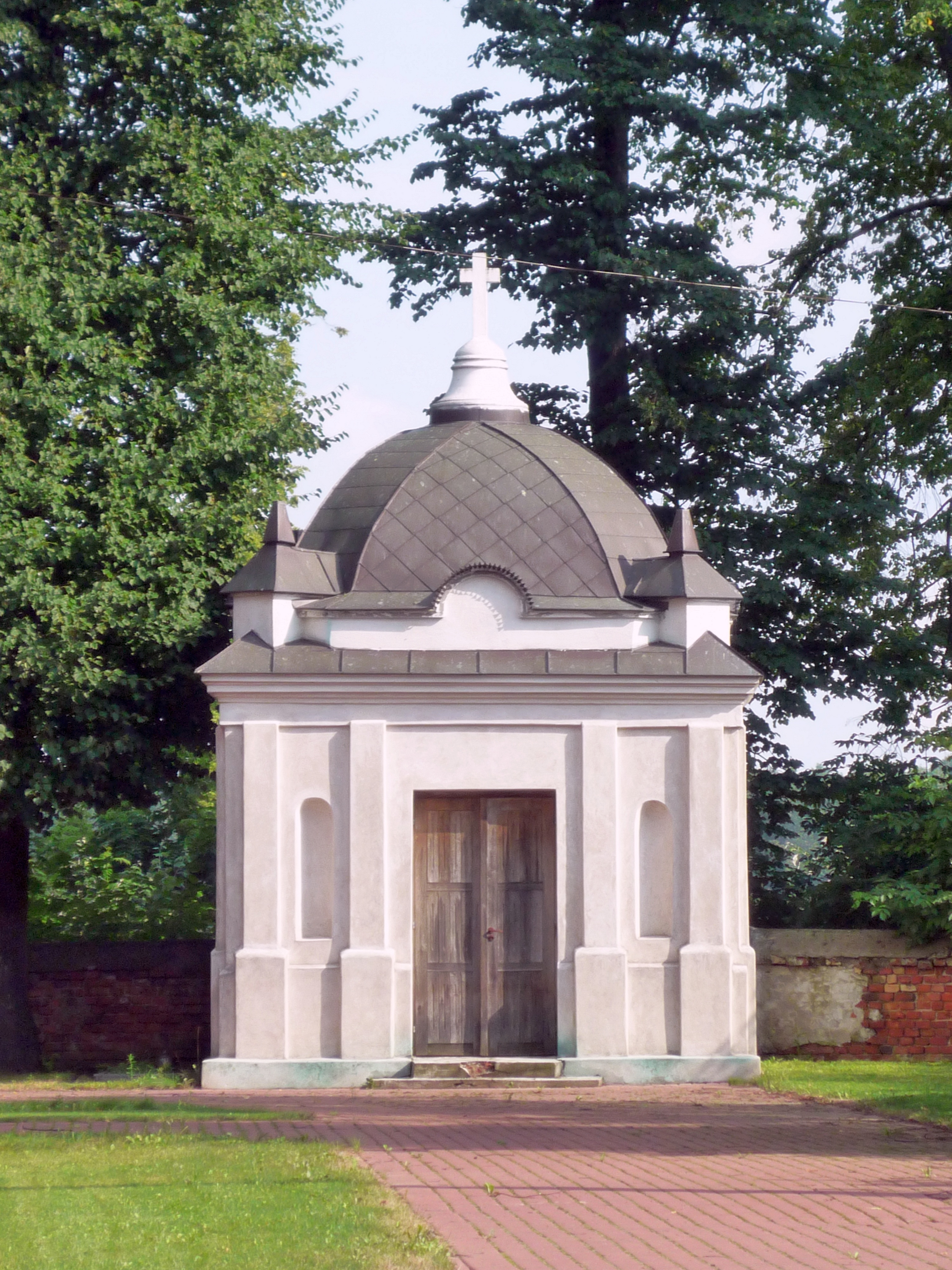
Kerk